# Kleine maagdenpalm
De kleine maagdenpalm (Vinca minor) is een van de twee maagdenpalmsoorten die in België en Nederland voorkomen. De soort komt van oorsprong uit het Middellandse Zeegebied.
In de Nederlandse natuurgebieden is de plant vrij zeldzaam maar ontsnapt veel uit tuinen of verspreidt zich via tuinafval. Hij komt in België algemeen voor. De bakermat van de twee soorten maagdenpalm ligt in mediterrane streken. De laagblijvende, groenblijvende plant is verhoutend. De soort wordt in de Angelsaksische landen de 'lesser' - of 'common periwinkle' genoemd. In Duitsland wordt de plant 'Kleines Immergrün' genoemd.
De plant geeft de voorkeur aan de volle zon of enige schaduw, en vraagt om een enigszins vochtige grond.

## Bladeren
De eironde tot elliptische bladeren zijn slechts 3–4 cm lang, in tegenstelling tot de 8 cm lange bladeren van de grote maagdenpalm. Ook de bloemen zijn kleiner (2,5–3 cm tegen 5–6 cm) en de plant is minder hoog. De kleine maagdenpalm groeit met uitlopers, die tot 0,5 m lang kunnen worden.
De kleine maagdenpalm heeft een gladde bladrand, terwijl de grote maagdenpalm een behaarde bladrand heeft.

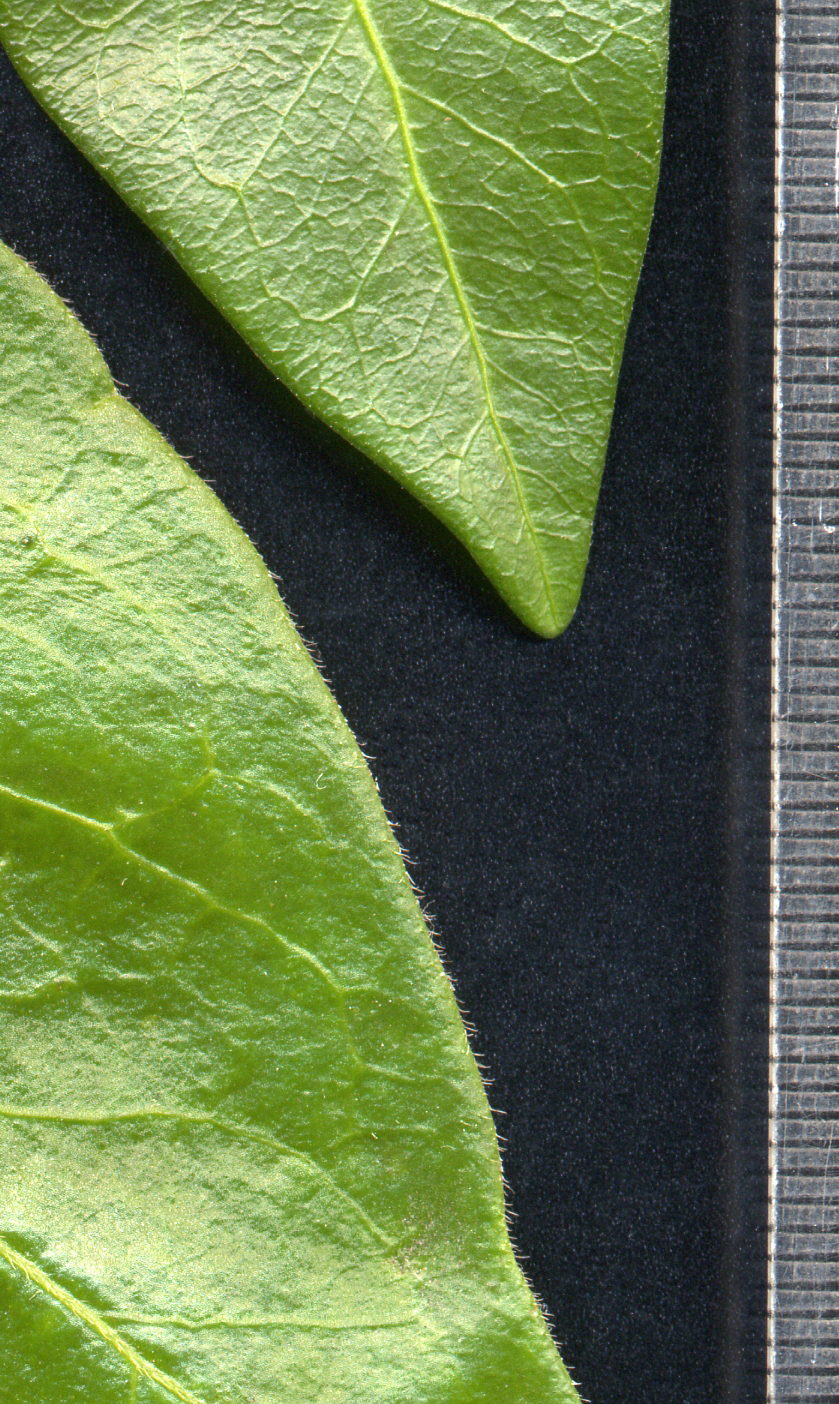
Vergelijking van kleine maagdenpalm en grote maagdenpalm.

## Voorkomen
De kleine maagdenpalm komt in het wild nog maar op enkele plaatsen in de Lage Landen voor. Het is echter een veel gekweekte tuinplant. In Nederland is de plant vanaf 1 januari 2017 niet meer wettelijk beschermd.

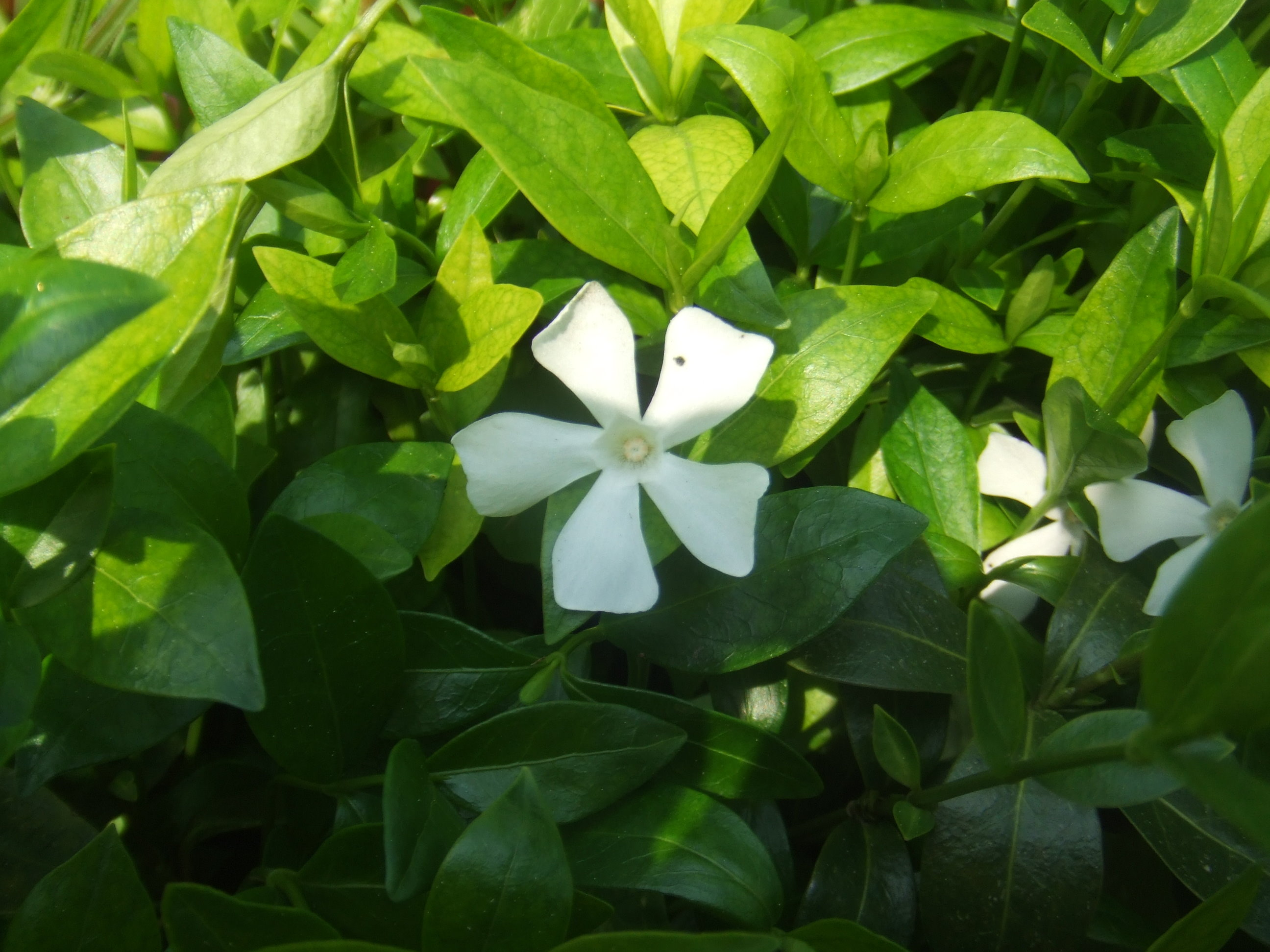
Vorm met witte bloemen

## Plantengemeenschap
De kleine maagdenpalm is een kensoort voor het eiken-haagbeukenbos (Stellario-Carpinetum).

## Toepassingen
De plant bevat giftige alkaloïden waarvan vincamine het grootste deel uitmaakt. In de reguliere geneeskunde zijn er geen andere toepassingen. In de kruidengeneeskunde wordt hij wel aanbevolen bij een breed assortiment van ziekten als suikerziekte, hoge bloeddruk, verkoudheid, oogirritaties, aderverkalking en infecties.
In traditionele Surinaamse medicijnen wordt de plant gebruikt tegen malaria en om de menstruatie te verlichten. Bewijs voor werkzaamheid in deze toepassingen ontbreekt. Gebruik lijkt gezien de grote giftigheid ook niet raadzaam.

## Beschermd
De kleine maagdenpalm is een stinsenplant (stins = steenhuis). Stinsenplanten zijn planten die van elders zijn ingevoerd vanaf de Middeleeuwen tot het midden van de twintigste eeuw en nu in het wild in Nederland voorkomen.
De plant is in Nederland niet meer beschermd maar staat op de Nederlandse rode lijst 2012 als algemeen en gelijk of licht toegenomen en staat ook in België op de rode lijst.